# Strada europea E115
La strada europea E115  è una strada di classe A, con andamento Nord-Sud.
In particolare la E115 collega le città russe di Jaroslavl' e di Novorossijsk, con un percorso lungo 1777 km interamente sul territorio russo.

## Percorso
La strada segue il tracciato della M8 da Jaroslavl' a Mosca e della M4 da Mosca a Novorossijsk. Le principali località toccate sono le seguenti:
- Mosca (intersezione con E22, E30, E101, E105 ed E119);
- Voronež (intersezione con la E38);
- Rostov sul Don (intersezione con la E58);
- Krasnodar.